# Edward Eriksen
Edward Eriksen (Kopenhagen, 10 maart 1876 - aldaar, 12 januari 1959) was een Deens beeldhouwer. Een van zijn bekendste werken is De kleine zeemeermin in Kopenhagen.
Eriksen werd in 1895 tot beeldhouwer opgeleid. In 1902 werd voor het eerst een werk van hem in een belangrijke tentoonstelling in Charlottenborg opgenomen. In 1904 volgde zijn doorbraak doordat het Staatsmuseum een werk van hem aankocht. In 1913 werd De kleine zeemeermin onthuld. 